# Effectif des équipes à la Copa América 2015
Cette page contient la liste de toutes les équipes et de leurs joueurs ayant participé à la Copa América 2015. Les âges et le nombre de sélection des footballeurs sont ceux au début de la compétition.

## Effectifs des participants

### Argentine
Sélectionneur :  Gerardo Martino
| No. | Pos.      | Joueur            | Date de naissance et âge | Sélec. | Club                     |
| --- | --------- | ----------------- | ------------------------ | ------ | ------------------------ |
| 1   | Gardien   | Sergio Romero     | 22 février 1987          | 58     | Sampdoria de Gênes       |
| 2   | Défenseur | Ezequiel Garay    | 10 octobre 1986          | 26     | Zénith Saint-Pétersbourg |
| 3   | Défenseur | Facundo Roncaglia | 10 février 1987          | 4      | Genoa CFC                |
| 4   | Défenseur | Pablo Zabaleta    | 16 janvier 1985          | 48     | Manchester City          |
| 5   | Milieu    | Fernando Gago     | 10 avril 1986            | 57     | Boca Juniors             |
| 6   | Milieu    | Lucas Biglia      | 30 janvier 1986          | 28     | Lazio Rome               |
| 7   | Milieu    | Ángel Di María    | 14 février 1988          | 59     | Manchester United        |
| 8   | Milieu    | Roberto Pereyra   | 7 janvier 1991           | 6      | Juventus de Turin        |
| 9   | Attaquant | Gonzalo Higuaín   | 10 décembre 1987         | 47     | SSC Naples               |
| 10  | Attaquant | Lionel Messi      | 24 juin 1987             | 97     | FC Barcelone             |
| 11  | Attaquant | Sergio Agüero     | 2 juin 1988              | 60     | Manchester City          |
| 12  | Gardien   | Nahuel Guzmán     | 10 février 1986          | 3      | Tigres UANL              |
| 13  | Défenseur | Milton Casco      | 11 avril 1988            | 0      | Newell's Old Boys        |
| 14  | Milieu    | Javier Mascherano | 8 juin 1984              | 111    | FC Barcelone             |
| 15  | Défenseur | Martín Demichelis | 20 décembre 1980         | 44     | Manchester City          |
| 16  | Défenseur | Marcos Rojo       | 20 mars 1990             | 31     | Manchester United        |
| 17  | Défenseur | Nicolás Otamendi  | 12 février 1988          | 19     | Valence CF               |
| 18  | Attaquant | Carlos Tévez      | 7 février 1984           | 68     | Juventus de Turin        |
| 19  | Milieu    | Éver Banega       | 29 juin 1988             | 28     | Séville FC               |
| 20  | Milieu    | Erik Lamela       | 4 mars 1992              | 10     | Tottenham Hotspur        |
| 21  | Milieu    | Javier Pastore    | 20 juin 1989             | 18     | Paris SG                 |
| 22  | Attaquant | Ezequiel Lavezzi  | 3 mai 1985               | 39     | Paris SG                 |
| 23  | Gardien   | Mariano Andújar   | 30 juillet 1983          | 11     | SSC Naples               |

### Bolivie
Sélectionneur :  Mauricio Soria
| No. | Pos.      | Joueur                  | Date de naissance et âge | Sélec. | Club                 |
| --- | --------- | ----------------------- | ------------------------ | ------ | -------------------- |
| 1   | Gardien   | Romel Quiñoñez          | 25 juin 1992             | 7      | Bolívar              |
| 2   | Défenseur | Miguel Hurtado          | 4 juillet 1985           | 2      | Blooming             |
| 3   | Milieu    | Alejandro Chumacero     | 22 avril 1991            | 21     | The Strongest La Paz |
| 4   | Défenseur | Leonel Morales          | 2 septembre 1988         | 2      | Blooming             |
| 5   | Défenseur | Ronald Eguino           | 20 février 1988          | 8      | Bolívar              |
| 6   | Milieu    | Danny Bejarano          | 3 janvier 1994           | 8      | Oriente Petrolero    |
| 7   | Attaquant | Alcides Peña            | 14 janvier 1989          | 15     | Oriente Petrolero    |
| 8   | Milieu    | Martin Smedberg-Dalence | 10 mai 1984              | 1      | IFK Göteborg         |
| 9   | Attaquant | Marcelo Moreno Martins  | 18 juin 1987             | 49     | Changchun Yatai      |
| 10  | Attaquant | Pablo Escobar           | 23 février 1979          | 16     | The Strongest La Paz |
| 11  | Milieu    | Damián Lizio            | 30 juin 1989             | 2      | O'Higgins            |
| 12  | Gardien   | José Peñarrieta         | 18 novembre 1988         | 0      | Petrolero Yacuiba    |
| 13  | Milieu    | Damir Miranda           | 6 octobre 1985           | 4      | Bolívar              |
| 14  | Défenseur | Edemir Rodríguez        | 21 octobre 1984          | 16     | Bolívar              |
| 15  | Milieu    | Sebastián Gamarra       | 15 janvier 1997          | 0      | AC Milan Primavera   |
| 16  | Défenseur | Ronald Raldes           | 20 avril 1981            | 81     | Oriente Petrolero    |
| 17  | Défenseur | Marvin Bejarano         | 6 mars 1988              | 20     | Oriente Petrolero    |
| 18  | Attaquant | Ricardo Pedriel         | 1er septembre 1987       | 15     | Mersin İdman Yurdu   |
| 19  | Milieu    | Walter Veízaga          | 22 avril 1986            | 10     | The Strongest La Paz |
| 20  | Milieu    | Jhasmani Campos         | 10 mai 1988              | 27     | Bolívar              |
| 21  | Défenseur | Cristian Coimbra        | 11 septembre 1989        | 0      | Blooming             |
| 22  | Défenseur | Edward Zenteno          | 5 décembre 1984          | 15     | Jorge Wilstermann    |
| 23  | Gardien   | Hugo Suárez             | 7 février 1982           | 12     | Blooming             |

### Brésil
Sélectionneur :  Dunga
| No. | Pos.      | Joueur            | Date de naissance et âge | Sélec. | Club                    |
| --- | --------- | ----------------- | ------------------------ | ------ | ----------------------- |
| 1   | Gardien   | Jefferson         | 2 janvier 1983           | 16     | Botafogo                |
| 2   | Défenseur | Dani Alves        | 6 mai 1983               | 79     | FC Barcelone            |
| 3   | Défenseur | Miranda           | 7 septembre 1984         | 15     | Atlético Madrid         |
| 4   | Défenseur | David Luiz        | 22 avril 1987            | 47     | Paris SG                |
| 5   | Milieu    | Fernandinho       | 4 mai 1985               | 14     | Manchester City         |
| 6   | Défenseur | Filipe Luís       | 9 août 1985              | 12     | Chelsea                 |
| 7   | Milieu    | Douglas Costa     | 14 septembre 1990        | 4      | Chakhtar Donetsk        |
| 8   | Milieu    | Elias             | 16 mai 1985              | 19     | Corinthians             |
| 9   | Attaquant | Diego Tardelli    | 10 mai 1985              | 9      | Shandong Luneng Taishan |
| 10  | Attaquant | Neymar            | 5 février 1992           | 62     | FC Barcelone            |
| 11  | Milieu    | Roberto Firmino   | 2 octobre 1991           | 4      | Hoffenheim              |
| 12  | Gardien   | Neto              | 19 juillet 1989          | 0      | Fiorentina              |
| 13  | Défenseur | Marquinhos        | 14 mai 1994              | 4      | Paris SG                |
| 14  | Défenseur | Thiago Silva      | 22 septembre 1984        | 54     | Paris SG                |
| 15  | Défenseur | Geferson          | 13 mai 1994              | 0      | Internacional           |
| 16  | Défenseur | Fabinho           | 23 octobre 1993          | 0      | AS Monaco               |
| 17  | Milieu    | Fred              | 5 mars 1993              | 2      | Chakhtar Donetsk        |
| 18  | Milieu    | Éverton Ribeiro   | 10 avril 1989            | 3      | Al-Ahli                 |
| 19  | Milieu    | Willian           | 9 août 1988              | 20     | Chelsea                 |
| 20  | Attaquant | Robinho           | 25 janvier 1984          | 96     | Santos                  |
| 21  | Milieu    | Philippe Coutinho | 12 juin 1992             | 6      | Liverpool               |
| 22  | Milieu    | Casemiro          | 23 février 1992          | 7      | Real Madrid             |
| 23  | Gardien   | Marcelo Grohe     | 13 janvier 1987          | 0      | Grêmio                  |

### Chili
Sélectionneur :  Jorge Sampaoli
| No. | Pos.      | Joueur                  | Date de naissance et âge | Sélec. | Club                 |
| --- | --------- | ----------------------- | ------------------------ | ------ | -------------------- |
| 1   | Gardien   | Claudio Bravo           | 13 avril 1983            | 89     | FC Barcelone         |
| 2   | Défenseur | Eugenio Mena            | 18 juillet 1988          | 34     | Cruzeiro             |
| 3   | Défenseur | Miiko Albornoz          | 30 novembre 1990         | 5      | Hanovre 96           |
| 4   | Défenseur | Mauricio Isla           | 12 juin 1988             | 59     | Juventus de Turin    |
| 5   | Milieu    | Francisco Silva Gajardo | 11 février 1986          | 17     | Club Bruges          |
| 6   | Milieu    | José Pedro Fuenzalida   | 22 février 1985          | 26     | Boca Juniors         |
| 7   | Attaquant | Alexis Sánchez          | 19 décembre 1988         | 79     | Arsenal              |
| 8   | Milieu    | Arturo Vidal            | 22 mai 1987              | 63     | Juventus de Turin    |
| 9   | Attaquant | Mauricio Pinilla        | 4 février 1984           | 33     | Atalanta Bergame     |
| 10  | Milieu    | Jorge Valdivia          | 19 octobre 1983          | 61     | Palmeiras            |
| 11  | Attaquant | Eduardo Vargas          | 20 novembre 1989         | 41     | Naples               |
| 12  | Gardien   | Paulo Garcés            | 2 août 1984              | 1      | Colo-Colo            |
| 13  | Défenseur | José Manuel Rojas       | 3 juin 1983              | 23     | Universidad de Chile |
| 14  | Milieu    | Matías Fernández        | 15 mai 1986              | 62     | Fiorentina           |
| 15  | Milieu    | Jean Beausejour         | 3 juin 1984              | 65     | Colo-Colo            |
| 16  | Milieu    | David Pizarro           | 11 septembre 1979        | 41     | Fiorentina           |
| 17  | Défenseur | Gary Medel              | 3 août 1987              | 73     | Inter Milan          |
| 18  | Défenseur | Gonzalo Jara            | 29 août 1985             | 75     | FSV Mayence          |
| 19  | Milieu    | Felipe Gutiérrez        | 8 octobre 1990           | 22     | FC Twente            |
| 20  | Milieu    | Charles Aránguiz        | 17 avril 1989            | 33     | Internacional        |
| 21  | Milieu    | Marcelo Díaz            | 30 décembre 1986         | 31     | Hambourg SV          |
| 22  | Attaquant | Ángelo Henríquez        | 13 avril 1994            | 5      | Manchester United    |
| 23  | Gardien   | Johnny Herrera          | 9 mai 1981               | 11     | Universidad de Chile |

### Colombie
Sélectionneur :  José Pekerman
| No. | Pos.      | Joueur                  | Date de naissance et âge | Sélec. | Club                |
| --- | --------- | ----------------------- | ------------------------ | ------ | ------------------- |
| 1   | Gardien   | David Ospina            | 31 août 1988             | 52     | Arsenal             |
| 2   | Défenseur | Cristián Zapata         | 30 septembre 1986        | 31     | AC Milan            |
| 3   | Défenseur | Pedro Franco            | 23 avril 1991            | 4      | Beşiktaş            |
| 4   | Défenseur | Santiago Arias Naranjo  | 13 janvier 1992          | 14     | PSV Eindhoven       |
| 5   | Milieu    | Edwin Valencia          | 29 mars 1985             | 15     | Santos              |
| 6   | Milieu    | Carlos Sánchez          | 6 février 1986           | 54     | Aston Villa         |
| 7   | Défenseur | Pablo Armero            | 2 novembre 1986          | 63     | Flamengo            |
| 8   | Milieu    | Edwin Cardona           | 8 décembre 1992          | 4      | Monterrey           |
| 9   | Attaquant | Radamel Falcao          | 10 février 1986          | 56     | AS Monaco           |
| 10  | Milieu    | James Rodríguez         | 12 juillet 1991          | 32     | Real Madrid         |
| 11  | Milieu    | Juan Guillermo Cuadrado | 26 mai 1988              | 39     | Chelsea             |
| 12  | Gardien   | Camilo Vargas           | 1er septembre 1989       | 4      | Atlético Nacional   |
| 13  | Défenseur | Darwin Andrade          | 11 février 1991          | 2      | Standard de Liège   |
| 14  | Défenseur | Carlos Valdés           | 22 mai 1985              | 16     | Nacional Montevideo |
| 15  | Milieu    | Alexander Mejía         | 7 septembre 1988         | 17     | Monterrey           |
| 16  | Attaquant | Victor Ibarbo           | 19 mai 1990              | 12     | AS Rome             |
| 17  | Attaquant | Carlos Bacca            | 8 septembre 1986         | 17     | Séville FC          |
| 18  | Défenseur | Juan Camilo Zúñiga      | 14 décembre 1985         | 58     | Naples              |
| 19  | Attaquant | Teófilo Gutiérrez       | 28 mai 1985              | 38     | River Plate         |
| 20  | Attaquant | Luis Muriel             | 18 avril 1991            | 5      | Sampdoria de Gênes  |
| 21  | Attaquant | Jackson Martínez        | 3 octobre 1986           | 35     | FC Porto            |
| 22  | Défenseur | Jeison Murillo          | 27 mai 1992              | 5      | Grenade             |
| 23  | Gardien   | Cristian Bonilla        | 2 juin 1993              | 0      | La Equidad          |

### Équateur
Sélectionneur :  Gustavo Quinteros
| No. | Pos.      | Joueur              | Date de naissance et âge | Sélec. | Club                       |
| --- | --------- | ------------------- | ------------------------ | ------ | -------------------------- |
| 1   | Gardien   | Librado Azcona      | 18 janvier 1984          | 0      | Independiente del Valle    |
| 2   | Défenseur | Arturo Mina         | 8 octobre 1990           | 2      | Independiente del Valle    |
| 3   | Défenseur | Frickson Erazo      | 5 mai 1988               | 46     | Grêmio                     |
| 4   | Défenseur | Juan Carlos Paredes | 8 juillet 1987           | 47     | Watford                    |
| 5   | Milieu    | Renato Ibarra       | 20 janvier 1991          | 23     | Vitesse Arnhem             |
| 6   | Milieu    | Christian Noboa     | 9 avril 1985             | 51     | PAOK                       |
| 7   | Milieu    | Jefferson Montero   | 1er septembre 1989       | 44     | Swansea City               |
| 8   | Attaquant | Miller Bolaños      | 1er juin 1990            | 2      | Emelec                     |
| 9   | Attaquant | Fidel Martínez      | 15 février 1990          | 12     | Universidad de Guadalajara |
| 10  | Défenseur | Walter Ayoví        | 11 août 1979             | 99     | CF Pachuca                 |
| 11  | Milieu    | Juan Cazares        | 3 avril 1992             | 3      | Banfield                   |
| 12  | Gardien   | Esteban Dreer       | 11 novembre 1981         | 0      | Emelec                     |
| 13  | Attaquant | Enner Valencia      | 4 novembre 1989          | 17     | West Ham United            |
| 14  | Milieu    | Osbaldo Lastra      | 10 août 1983             | 2      | Emelec                     |
| 15  | Milieu    | Pedro Quiñónez      | 4 mars 1986              | 11     | Emelec                     |
| 16  | Défenseur | Mario Pineida       | 6 juillet 1992           | 2      | Independiente del Valle    |
| 17  | Attaquant | Daniel Angulo       | 16 novembre 1986         | 0      | Independiente del Valle    |
| 18  | Défenseur | Óscar Bagüí         | 10 décembre 1982         | 21     | Emelec                     |
| 19  | Milieu    | Pedro Larrea        | 21 mai 1986              | 0      | LDU Loja                   |
| 20  | Défenseur | John Narváez        | 12 juin 1991             | 0      | Emelec                     |
| 21  | Défenseur | Gabriel Achilier    | 23 mars 1985             | 25     | Emelec                     |
| 22  | Milieu    | Jonathan González   | 7 mars 1995              | 2      | Universidad de Guadalajara |
| 23  | Gardien   | Alexander Domínguez | 5 juin 1987              | 25     | LDU Quito                  |

### Jamaïque
Sélectionneur :  Winfried Schäfer
| No. | Pos.      | Joueur           | Date de naissance et âge | Sélec. | Club                      |
| --- | --------- | ---------------- | ------------------------ | ------ | ------------------------- |
| 1   | Gardien   | Duwayne Kerr     | 16 février 1987          | 11     | Sarpsborg 08              |
| 2   | Défenseur | Daniel Gordon    | 16 janvier 1985          | 5      | Karlsruher SC             |
| 3   | Défenseur | Michael Hector   | 19 juillet 1992          | 0      | Reading                   |
| 4   | Défenseur | Wes Morgan       | 21 janvier 1984          | 12     | Leicester City            |
| 5   | Milieu    | Lance Laing      | 28 février 1988          | 4      | FC Edmonton               |
| 6   | Attaquant | Deshorn Brown    | 22 décembre 1990         | 9      | Vålerenga                 |
| 7   | Attaquant | Romeo Parkes     | 20 novembre 1990         | 3      | Isidro Metapán            |
| 8   | Défenseur | Hughan Gray      | 25 mars 1987             | 11     | Waterhouse                |
| 9   | Attaquant | Giles Barnes     | 5 août 1988              | 2      | Dynamo de Houston         |
| 10  | Milieu    | Jobi McAnuff     | 3 novembre 1981          | 13     | Leyton Orient             |
| 11  | Attaquant | Darren Mattocks  | 2 septembre 1990         | 22     | Whitecaps de Vancouver    |
| 12  | Gardien   | Dwayne Miller    | 14 juillet 1987          | 34     | Syrianska                 |
| 13  | Attaquant | Dino Williams    | 31 mars 1990             | 8      | Montego Bay United        |
| 14  | Attaquant | Allan Ottey      | 18 décembre 1992         | 0      | Montego Bay United        |
| 15  | Milieu    | Je-Vaughn Watson | 22 octobre 1983          | 41     | FC Dallas                 |
| 16  | Milieu    | Joel Grant       | 26 août 1987             | 10     | Yeovil Town               |
| 17  | Milieu    | Rodolph Austin   | 1er juin 1985            | 73     | Sans Club                 |
| 18  | Attaquant | Simon Dawkins    | 1er décembre 1987        | 8      | Derby County              |
| 19  | Défenseur | Adrian Mariappa  | 3 octobre 1986           | 21     | Crystal Palace            |
| 20  | Défenseur | Kemar Lawrence   | 17 septembre 1992        | 16     | Red Bulls de New York     |
| 21  | Défenseur | Jermaine Taylor  | 14 janvier 1985          | 80     | Dynamo de Houston         |
| 22  | Milieu    | Garath McCleary  | 15 mai 1987              | 9      | Reading                   |
| 23  | Gardien   | Ryan Thompson    | 7 janvier 1985           | 3      | Riverhounds de Pittsburgh |

### Mexique
Sélectionneur :  Miguel Herrera
| No. | Pos.      | Joueur                 | Date de naissance et âge | Sélec. | Club                        |
| --- | --------- | ---------------------- | ------------------------ | ------ | --------------------------- |
| 1   | Gardien   | José de Jesús Corona   | 26 janvier 1981          | 35     | Cruz Azul                   |
| 2   | Défenseur | Julio Domínguez        | 8 novembre 1987          | 10     | Cruz Azul                   |
| 3   | Défenseur | Hugo Ayala             | 31 mars 1987             | 16     | Tigres UANL                 |
| 4   | Défenseur | Rafael Márquez         | 13 février 1979          | 124    | Hellas Vérone               |
| 5   | Milieu    | Juan Carlos Medina     | 22 août 1983             | 8      | CF Atlas                    |
| 6   | Milieu    | Javier Güemez          | 17 octobre 1991          | 4      | Club Tijuana                |
| 7   | Attaquant | Jesús Manuel Corona    | 6 janvier 1993           | 2      | Twente                      |
| 8   | Milieu    | Marco Fabián           | 21 juillet 1989          | 22     | Chivas de Guadalajara       |
| 9   | Attaquant | Raúl Jiménez           | 5 mai 1991               | 29     | Atlético Madrid             |
| 10  | Milieu    | Luis Montes            | 15 mai 1986              | 13     | FC León                     |
| 11  | Milieu    | Javier Aquino          | 11 février 1990          | 26     | Rayo Vallecano              |
| 12  | Gardien   | Alfredo Talavera       | 18 septembre 1982        | 16     | Deportivo Toluca            |
| 13  | Défenseur | Carlos Salcedo         | 29 septembre 1993        | 1      | Chivas de Guadalajara       |
| 14  | Défenseur | Juan Carlos Valenzuela | 15 mai 1984              | 19     | CF Atlas                    |
| 15  | Défenseur | Gerardo Flores         | 5 février 1986           | 8      | Cruz Azul                   |
| 16  | Défenseur | Adrián Aldrete         | 14 juin 1988             | 16     | Santos Laguna               |
| 17  | Milieu    | Mario Osuna            | 20 août 1988             | 1      | Querétaro FC                |
| 18  | Attaquant | Enrique Esqueda        | 19 avril 1988            | 8      | Tigres UANL                 |
| 19  | Attaquant | Vicente Matías Vuoso   | 3 novembre 1981          | 10     | Chiapas FC                  |
| 20  | Attaquant | Eduardo Herrera        | 25 juillet 1988          | 3      | UNAM                        |
| 21  | Défenseur | George Corral          | 18 juillet 1990          | 1      | Querétaro FC                |
| 22  | Défenseur | Efraín Velarde         | 15 avril 1986            | 6      | Monterrey                   |
| 23  | Gardien   | Melitón Hernández      | 15 octobre 1982          | 1      | Tiburones Rojos de Veracruz |

### Paraguay
Sélectionneur :  Ramón Díaz
| No. | Pos.      | Joueur           | Date de naissance et âge | Sélec. | Club                   |
| --- | --------- | ---------------- | ------------------------ | ------ | ---------------------- |
| 1   | Gardien   | Justo Villar     | 30 juin 1977             | 107    | Colo-Colo              |
| 2   | Défenseur | Iván Piris       | 10 mars 1989             | 17     | Udinese                |
| 3   | Défenseur | Marcos Cáceres   | 5 mai 1986               | 17     | Newell's Old Boys      |
| 4   | Défenseur | Pablo Aguilar    | 2 avril 1987             | 17     | Club América           |
| 5   | Défenseur | Bruno Valdez     | 6 octobre 1992           | 0      | Cerro Porteño          |
| 6   | Défenseur | Miguel Samudio   | 24 août 1986             | 22     | Club América           |
| 7   | Attaquant | Raúl Bobadilla   | 18 juin 1987             | 2      | FC Augsbourg           |
| 8   | Attaquant | Lucas Barrios    | 13 novembre 1984         | 25     | Montpellier HSC        |
| 9   | Attaquant | Roque Santa Cruz | 16 août 1981             | 104    | Cruz Azul              |
| 10  | Attaquant | Derlis González  | 23 mars 1994             | 8      | FC Bâle                |
| 11  | Attaquant | Édgar Benítez    | 8 novembre 1987          | 40     | Deportivo Toluca       |
| 12  | Gardien   | Antony Silva     | 27 février 1984          | 7      | Independiente Medellín |
| 13  | Milieu    | Richard Ortiz    | 22 mai 1990              | 15     | Deportivo Toluca       |
| 14  | Défenseur | Paulo da Silva   | 1er février 1980         | 120    | Deportivo Toluca       |
| 15  | Milieu    | Víctor Cáceres   | 25 mars 1985             | 60     | Flamengo               |
| 16  | Milieu    | Osmar Molinas    | 3 mai 1987               | 8      | Club Libertad          |
| 17  | Milieu    | Osvaldo Martínez | 8 avril 1986             | 29     | Club América           |
| 18  | Attaquant | Nelson Valdez    | 28 novembre 1983         | 67     | Eintracht Francfort    |
| 19  | Défenseur | Fabián Balbuena  | 23 août 1991             | 2      | Club Libertad          |
| 20  | Milieu    | Néstor Ortigoza  | 7 décembre 1984          | 21     | San Lorenzo            |
| 21  | Milieu    | Óscar Romero     | 4 juillet 1992           | 10     | Racing Club            |
| 22  | Milieu    | Eduardo Aranda   | 28 janvier 1985          | 1      | Club Olimpia           |
| 23  | Gardien   | Alfredo Aguilar  | 18 juillet 1988          | 0      | Club Guaraní           |

### Pérou
Sélectionneur :  Ricardo Gareca
| No. | Pos.      | Joueur             | Date de naissance et âge | Sélec. | Club                      |
| --- | --------- | ------------------ | ------------------------ | ------ | ------------------------- |
| 1   | Gardien   | Pedro Gallese      | 23 février 1990          | 6      | Juan Aurich               |
| 2   | Défenseur | Jair Céspedes      | 22 mai 1984              | 4      | Juan Aurich               |
| 3   | Défenseur | Hansell Riojas     | 15 octobre 1991          | 3      | Universidad César Vallejo |
| 4   | Défenseur | Pedro Requena      | 24 janvier 1991          | 2      | Universidad César Vallejo |
| 5   | Défenseur | Carlos Zambrano    | 10 juillet 1989          | 29     | Eintracht Francfort       |
| 6   | Milieu    | Juan Manuel Vargas | 5 octobre 1983           | 53     | Fiorentina                |
| 7   | Milieu    | Paolo Hurtado      | 27 juillet 1990          | 15     | Paços de Ferreira         |
| 8   | Milieu    | Christian Cueva    | 23 novembre 1991         | 7      | Alianza Lima              |
| 9   | Attaquant | Paolo Guerrero     | 1er janvier 1984         | 56     | Corinthians               |
| 10  | Attaquant | Jefferson Farfán   | 26 octobre 1984          | 64     | Schalke 04                |
| 11  | Attaquant | Yordy Reyna        | 17 septembre 1993        | 8      | RB Leipzig                |
| 12  | Gardien   | Diego Penny        | 22 avril 1984            | 14     | Sporting Cristal          |
| 13  | Milieu    | Edwin Retamoso     | 23 février 1982          | 11     | Real Garcilaso            |
| 14  | Attaquant | Claudio Pizarro    | 3 octobre 1978           | 76     | Bayern Munich             |
| 15  | Défenseur | Christian Ramos    | 4 novembre 1988          | 39     | Juan Aurich               |
| 16  | Milieu    | Carlos Lobatón     | 6 février 1980           | 33     | Sporting Cristal          |
| 17  | Défenseur | Luis Advíncula     | 2 mars 1990              | 41     | Vitória de Setúbal        |
| 18  | Attaquant | André Carrillo     | 14 juin 1991             | 23     | Sporting Lisbonne         |
| 19  | Défenseur | Yoshimar Yotún     | 7 avril 1990             | 39     | Malmö FF                  |
| 20  | Milieu    | Joel Sánchez       | 11 juin 1989             | 2      | Universidad San Martín    |
| 21  | Milieu    | Josepmir Ballón    | 21 mars 1988             | 35     | Sporting Cristal          |
| 22  | Milieu    | Carlos Ascues      | 6 juin 1992              | 6      | FBC Melgar                |
| 23  | Gardien   | Salomón Libman     | 25 février 1984          | 6      | Universidad César Vallejo |

### Uruguay
Sélectionneur :  Óscar Washington Tabárez
| No. | Pos.      | Joueur                 | Date de naissance et âge | Sélec. | Club                    |
| --- | --------- | ---------------------- | ------------------------ | ------ | ----------------------- |
| 1   | Gardien   | Fernando Muslera       | 16 juin 1986             | 67     | Galatasaray             |
| 2   | Défenseur | José María Giménez     | 20 janvier 1995          | 16     | Atlético Madrid         |
| 3   | Défenseur | Diego Godín            | 16 février 1986          | 87     | Atlético Madrid         |
| 4   | Défenseur | Jorge Fucile           | 19 novembre 1984         | 43     | Nacional Montevideo     |
| 5   | Milieu    | Carlos Sánchez         | 2 décembre 1984          | 3      | River Plate             |
| 6   | Défenseur | Álvaro Pereira         | 28 novembre 1985         | 66     | Estudiantes de La Plata |
| 7   | Milieu    | Cristian Rodríguez     | 30 septembre 1985        | 83     | Atlético Madrid         |
| 8   | Attaquant | Abel Hernández         | 8 août 1990              | 18     | Hull City               |
| 9   | Attaquant | Diego Rolán            | 24 mars 1993             | 6      | Girondins de Bordeaux   |
| 10  | Milieu    | Giorgian De Arrascaeta | 1er mai 1994             | 4      | Cruzeiro                |
| 11  | Attaquant | Christian Stuani       | 12 octobre 1986          | 19     | Espanyol Barcelone      |
| 12  | Gardien   | Rodrigo Muñoz          | 22 janvier 1982          | 0      | Club Libertad           |
| 13  | Défenseur | Gastón Silva           | 5 mars 1994              | 1      | Torino                  |
| 14  | Milieu    | Nicolás Lodeiro        | 21 mars 1989             | 36     | Boca Juniors            |
| 15  | Milieu    | Guzmán Pereira         | 16 mai 1991              | 3      | Universidad de Chile    |
| 16  | Défenseur | Maximiliano Pereira    | 8 juin 1984              | 100    | Benfica Lisbonne        |
| 17  | Milieu    | Egidio Arévalo         | 1er janvier 1982         | 66     | Tigres UANL             |
| 18  | Défenseur | Mathías Corujo         | 8 mai 1986               | 6      | Universidad de Chile    |
| 19  | Défenseur | Sebastián Coates       | 7 octobre 1990           | 16     | Sunderland              |
| 20  | Milieu    | Álvaro González        | 29 octobre 1984          | 50     | Torino                  |
| 21  | Attaquant | Edinson Cavani         | 14 février 1987          | 71     | Paris SG                |
| 22  | Attaquant | Jonathan Rodríguez     | 6 juillet 1993           | 5      | Benfica Lisbonne        |
| 23  | Gardien   | Martín Silva           | 25 mars 1983             | 6      | Vasco da Gama           |

### Venezuela
Sélectionneur :  Noel Sanvicente
| No. | Pos.      | Joueur              | Date de naissance et âge | Sélec. | Club                     |
| --- | --------- | ------------------- | ------------------------ | ------ | ------------------------ |
| 1   | Gardien   | Alain Baroja        | 23 octobre 1989          | 3      | Caracas FC               |
| 2   | Défenseur | Wilker Ángel        | 18 mars 1993             | 1      | Deportivo Táchira        |
| 3   | Défenseur | Andrés Túñez        | 15 mars 1987             | 11     | Buriram United           |
| 4   | Défenseur | Oswaldo Vizcarrondo | 31 mai 1984              | 61     | FC Nantes                |
| 5   | Défenseur | Fernando Amorebieta | 29 mars 1985             | 12     | Middlesbrough            |
| 6   | Défenseur | Gabriel Cichero     | 25 avril 1984            | 56     | Mineros de Guayana       |
| 7   | Attaquant | Miku                | 19 août 1985             | 50     | Rayo Vallecano           |
| 8   | Milieu    | Tomás Rincón        | 13 janvier 1988          | 58     | Genoa                    |
| 9   | Attaquant | Salomón Rondón      | 16 septembre 1989        | 38     | Zénith Saint-Pétersbourg |
| 10  | Milieu    | Ronald Vargas       | 2 décembre 1986          | 17     | Balıkesirspor            |
| 11  | Milieu    | César González      | 1er octobre 1982         | 57     | Deportivo Táchira        |
| 12  | Gardien   | Dani Hernández      | 21 octobre 1985          | 20     | CD Tenerife              |
| 13  | Milieu    | Luis Manuel Seijas  | 23 juin 1986             | 53     | Santa Fe                 |
| 14  | Milieu    | Franklin Lucena     | 20 février 1981          | 58     | Deportivo La Guaira      |
| 15  | Milieu    | Alejandro Guerra    | 9 juillet 1985           | 42     | Atlético Nacional        |
| 16  | Défenseur | Roberto Rosales     | 20 novembre 1988         | 54     | Málaga CF                |
| 17  | Attaquant | Josef Martínez      | 19 mai 1993              | 17     | Torino                   |
| 18  | Milieu    | Juan Arango         | 17 mai 1980              | 124    | Club Tijuana             |
| 19  | Milieu    | Rafael Acosta       | 13 février 1989          | 9      | Mineros de Guayana       |
| 20  | Défenseur | Grenddy Perozo      | 28 février 1986          | 45     | AC Ajaccio               |
| 21  | Attaquant | Gelmin Rivas        | 23 mars 1989             | 3      | Deportivo Táchira        |
| 22  | Milieu    | Jhon Murillo        | 4 juin 1995              | 1      | Benfica Lisbonne         |
| 23  | Gardien   | Wuilker Faríñez     | 15 février 1998          | 0      | Caracas FC               |